# Corydalis cheilosticta
Corydalis cheilosticta är en vallmoväxtart. Corydalis cheilosticta ingår i släktet nunneörter, och familjen vallmoväxter.

## Underarter
Arten delas in i följande underarter:
- C. c. borealis
- C. c. cheilosticta